# Францисканская церковь (Люцерн)
Франциска́нская це́рковь Свято́й Мари́и в А́у (нем. Franziskanerkirche St. Maria in der Au) — католическая церковь в Люцерне, со своей более чем 700-летней историей объединяющая в себе все важнейшие культурно-исторические эпохи города. Является одним из старейших строений Люцерна и частью швейцарского участка пути Святого Иакова.

## История

### Францисканцы в Люцерне
Уже в середине XIII века — спустя всего несколько десятилетий после основания ордена францисканцев — в Люцерне появились его первые представители, посланные туда из окрестностей Боденского озера. В 1282 году упоминается францисканский монастырь Люцерна, состоявший из церкви, кладбища, которое использовалось и для захоронения мирян, а также конвента, в первую очередь служившего общежитием для братьев ордена и в помещениях которого вплоть до XVI века проводились выборы и заседания городского совета, решались судебные дела. Однако важнейшей функцией францисканцев оставалась организация душепопечения: проповеди, молитвы, евхаристия.
В начале—середине XVIII века во францисканской общине города насчитывалось более 20 священников и она достигла своего расцвета, конец которому положили оккупация Швейцарии французскими войсками в 1798 году и последовавшая секуляризация швейцарского общества, в результате которой в 1838 году францисканский монастырь Люцерна был окончательно закрыт.

### Строительство и реконструкция церкви

Строительство Францисканской церкви (из хроники 1513 года)

Возведение Францисканской церкви и монастыря стало возможным после того, как на пожертвования графини Гуты фон Ротенбург (нем. Guta von Rothenburg), к чьим владениям относился тогда Люцерн, орден купил себе участок земли в 30 дворов и права на их застройку.
Историю строительства Францисканской церкви — или, как её традиционно называли, церкви Босоногих (нем. Barfüßerkirche) — условно можно разделить на шесть этапов:
1. с 1269 года — начало сооружения церкви для монахов, которая в целом соответствует нынешнему хору, а также здания конвента и ризницы,
2. последняя четверть XIII века — воздвигнута центральная часть храма, с западу примыкавшая к хору, в виде трёхнефной базилики,
3. конец XV века — к северной части здания пристроена капелла св. Антония Великого (в её первоначальном виде),
4. середина XVI века — надстроены наружные стены церкви, заменены столбы, поддерживавшие аркады,
5. с конца XVI века — хор получил более высокую крышу, убран лекторий, пристроены капеллы Святой Девы Марии и св. Антония (в нынешнем виде),
6. XIX—XX века — полностью снесены оба клуатра, перестроено здание конвента, проведены реставрационные работы 1897, 1935 и 1986—1988 годов.

Церковь фрацисканцев была построена непосредственно за городской стеной по стандартному плану тех времён и стилистически относится к старейшим строениям ордена францисканцев. До воздвижения церкви иезуитов она оставалась самой большой в городе.

### Использование
Особенно в XVII—XVIII веках не только территория вокруг церкви, но и она сама нередко использовалась в качестве места захоронения преимущественно для состоятельных горожан (в целом, во время реставрационных работ в ней было обнаружено около сотни могил).
С 1895 года церковь францисканцев стала приходской, и в настоящее время в ней проводятся ежедневные богослужения, а каждые выходные её посещают до 1000 человек, одна треть из которых являются гостями города.

## Архитектурные особенности
Францисканская церковь — единственная в городе — до сегодняшнего дня сохранила в себе элементы готической архитектуры, в стиле которой была первоначально построена, однако влияние этого архитектурного направления ограничивается его самой старой частью — хором. Её общая длина составляет 62 метра, две трети из которых приходятся на наос. Церковь францисканцев не имеет башен, что полностью соответствовало архитектурным представлениям своего времени о необходимой скромности и функциональности церковного здания нищенствующего ордена. Северный портал выводит на площадь францисканцев с установленным на ней колодцем, увенчанным фигурой основателя ордена, южный — обращён к площади с колодцем Девы Марии, находящейся на месте бывшего кладбища, а основной вход находится с западной стороны и украшен фреской, изображающей Благовещение Пресвятой Богородицы.

## Интерьер

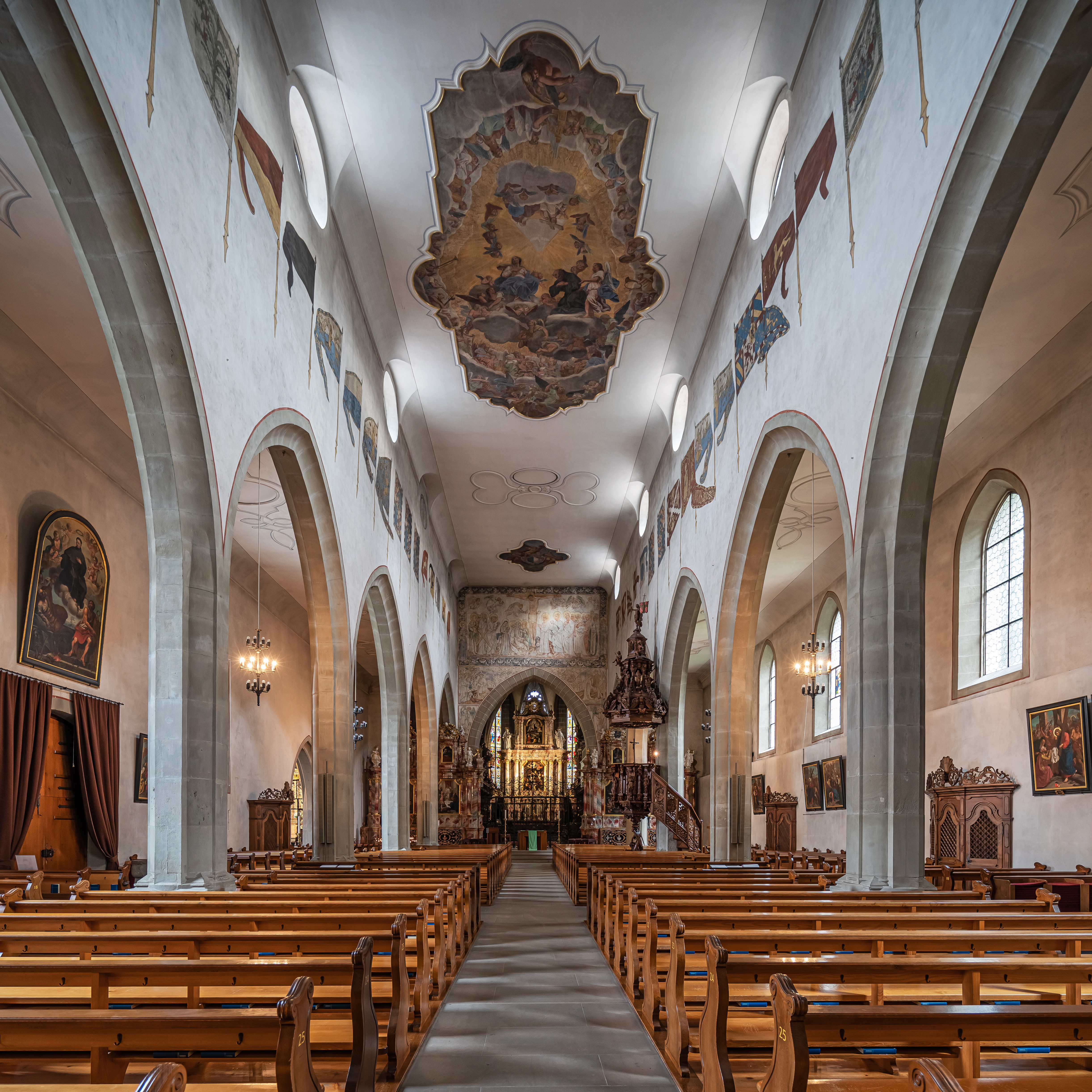
Интерьер церкви
(вид с западного входа)

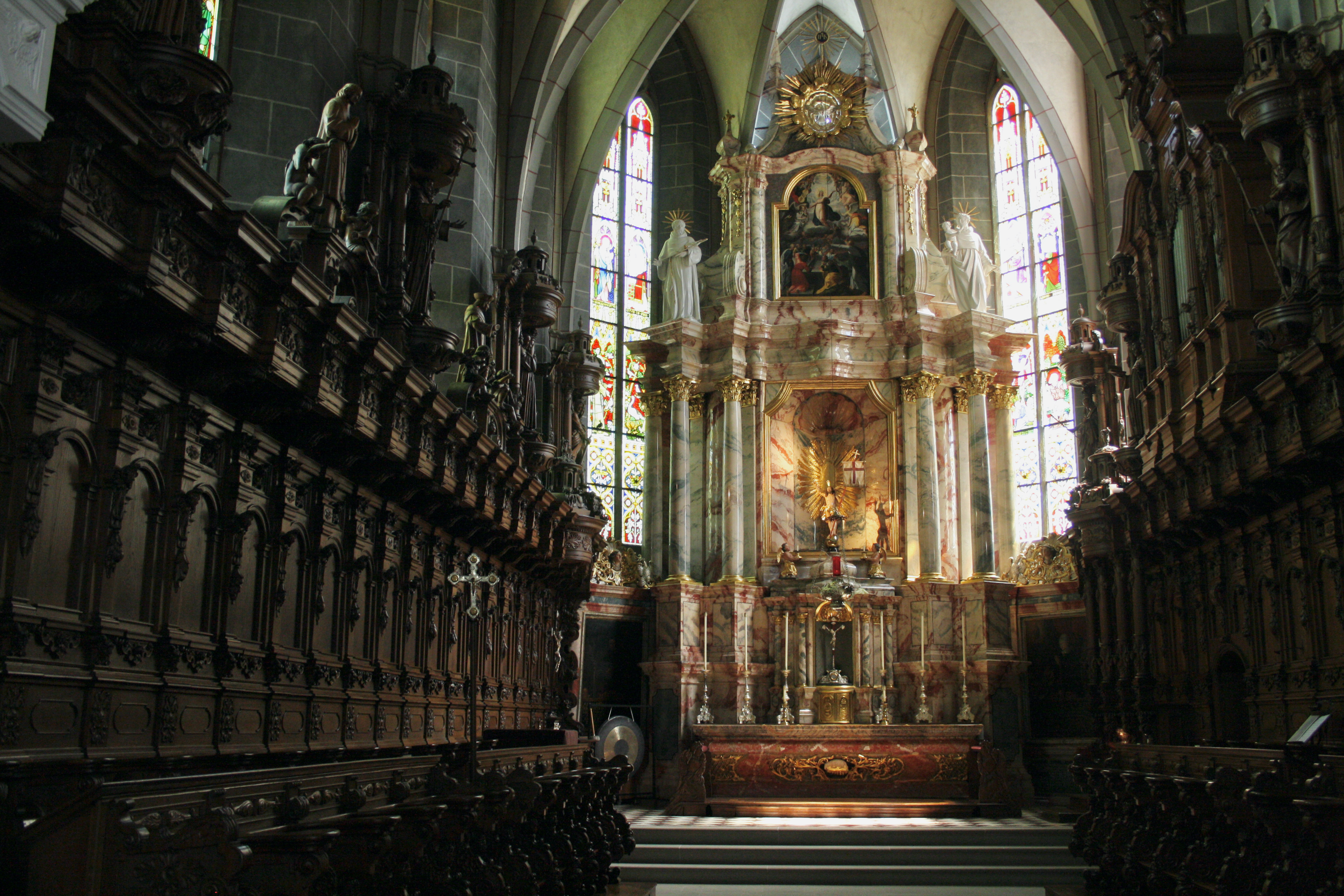
Хор и главный алтарь

В интерьере Францисканской церкви переплетаются различные архитектурные элементы, соответствующие главным этапам в истории её строительства. В готическом хоре установлены 46 резных кресел, увенчанных органом и балдахином с фигурами святых и выполненных в стиле эпохи позднего Возрождения. Главный и двойные боковые алтари, сооружённые в 1733—1737 годах францисканцем Марианусом Моосбургером (нем. Marianus Moosburger), являются одним из примеров барокко, а в алтаре Богоматери чувствуется влияние классицизма. Особенно отчётливо переход к раннему южно-немецкому барокко чувствуется во внутреннем убранстве новой капеллы святого Антония, датированного 1673 годом и заметно отличающегося от оформления пристроенной всего три десятилетия до этого капеллы Девы Марии — а равно как и служащей им своего рода вестибюлем старой капеллы св. Антония, где ныне совершаются крещения — в них ещё господствует искусство Ренессанса.
Кафедра, которую называют самой богато украшенной во всей Швейцарии, была выполнена Никлаусом Гайслером (нем. Niklaus Geisler) спустя 6 лет после землетрясения 1622 года, последствия которого сделали необходимым обновление интерьера церкви. Её нижняя часть с изображениями церковных учителей и семи добродетелей опирается на скульптуру ангела, а верхняя украшена фигурами католических святых и воскресшего Христа. 
В память о победе швейцарцев в битве при Земпахе в церкви францисканцев были торжественно вывешены захваченные австрийские знамёна, позднее дополненные трофеями Бургундских войн и других сражений. С 1625 года их заменили нарисованные изображения (общим числом 42 — по 21 с каждой из сторон), которые и теперь можно видеть на внутренних стенах церкви. Особого упоминания заслуживает также фреска над порталом, ведущим к хору, изображающая распятие Христа, окружённого апостолами и святыми, и созданная в первой половине XV века. На трёх потолочных картинах, относящихся к XVIII веку, можно видеть преображение святого Франциска, а также аллегории справедливости, силы, веры, надежды и любви.
Последней по времени является установка в 1988 году главного органа с его 33 регистрами на западных эмпорах, при этом был частично использован материал старого органа конца XVI века, некогда стоявшего на лектории.

## Галерея

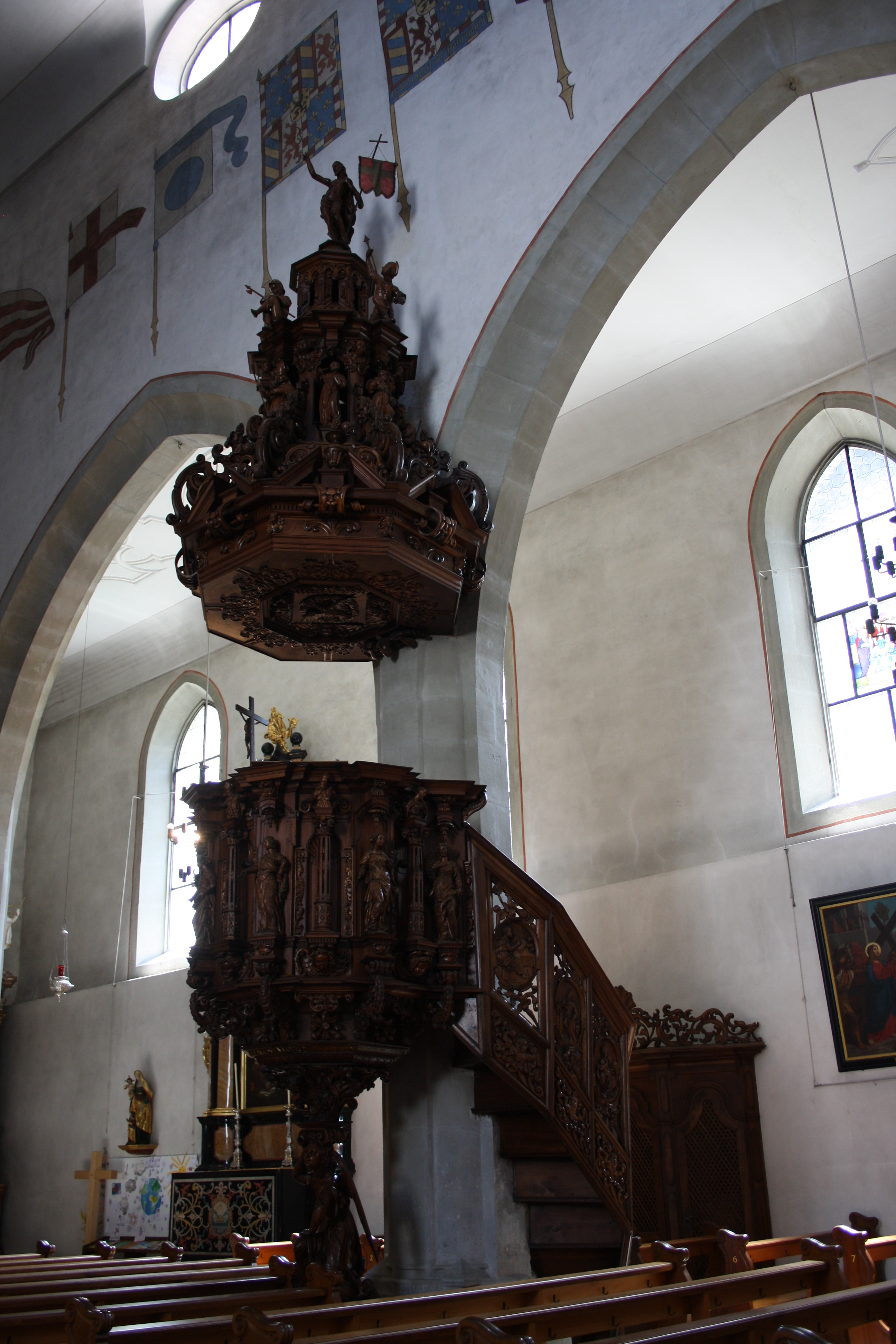
Кафедра
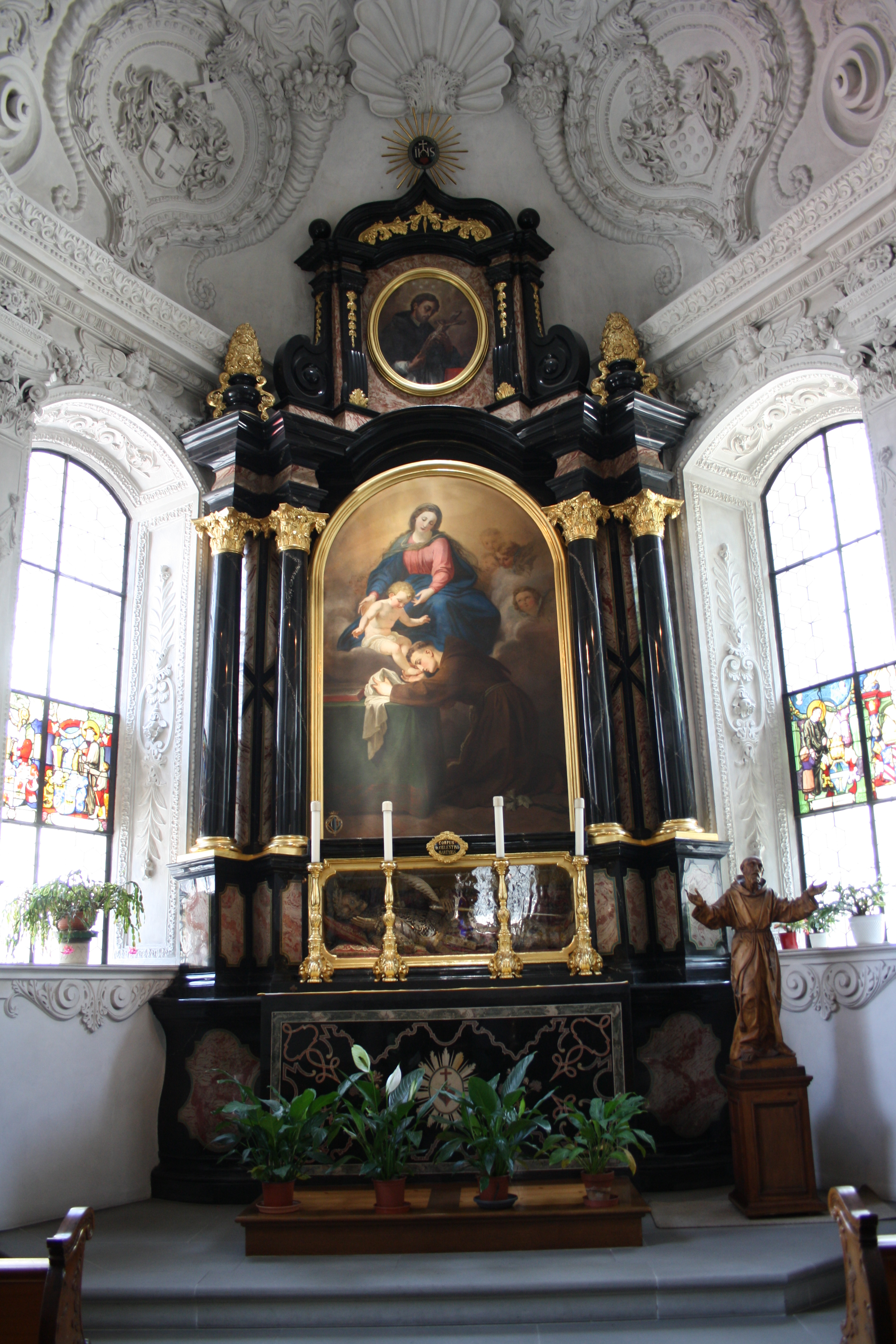
Капелла святого Антония
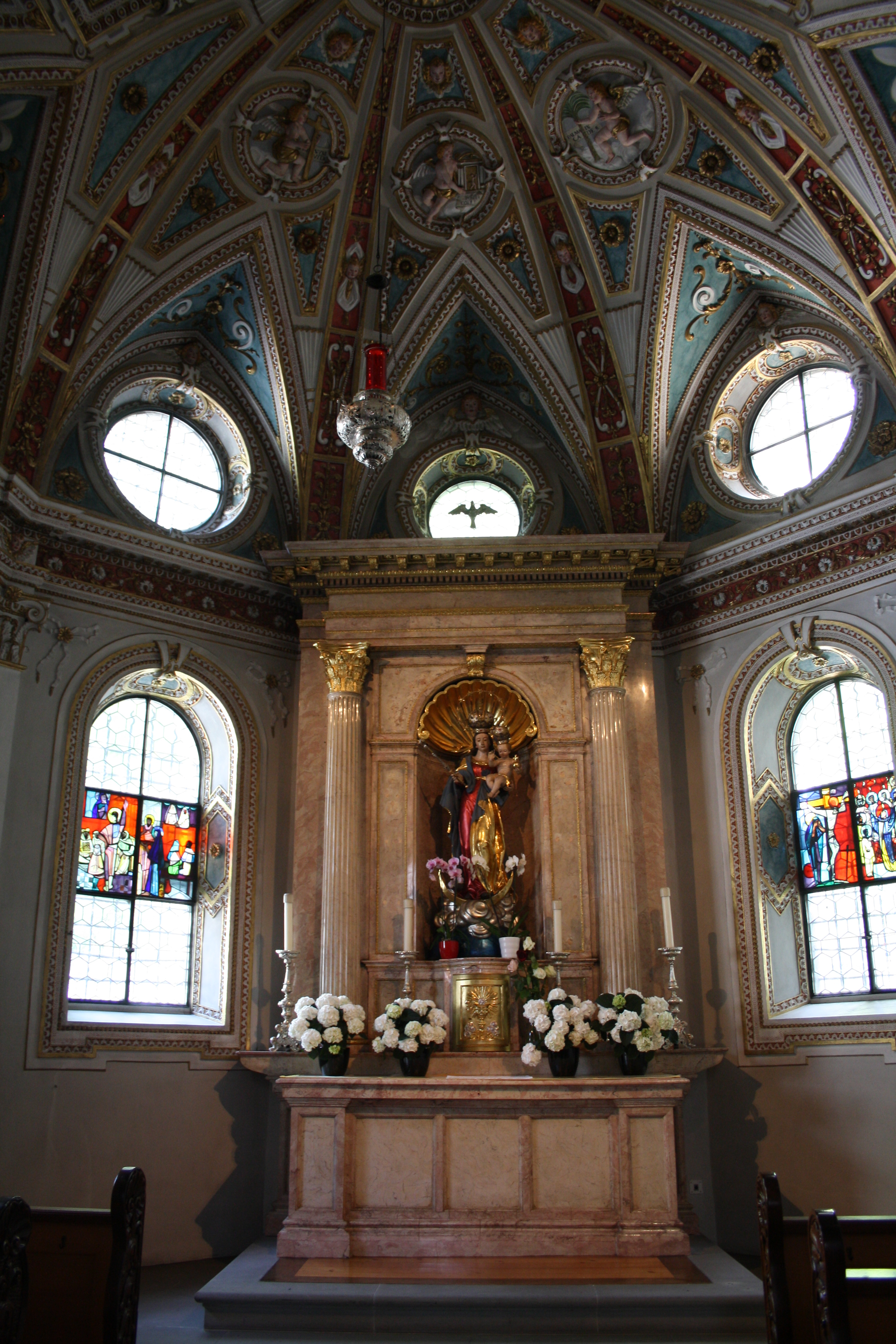
Капелла Девы Марии
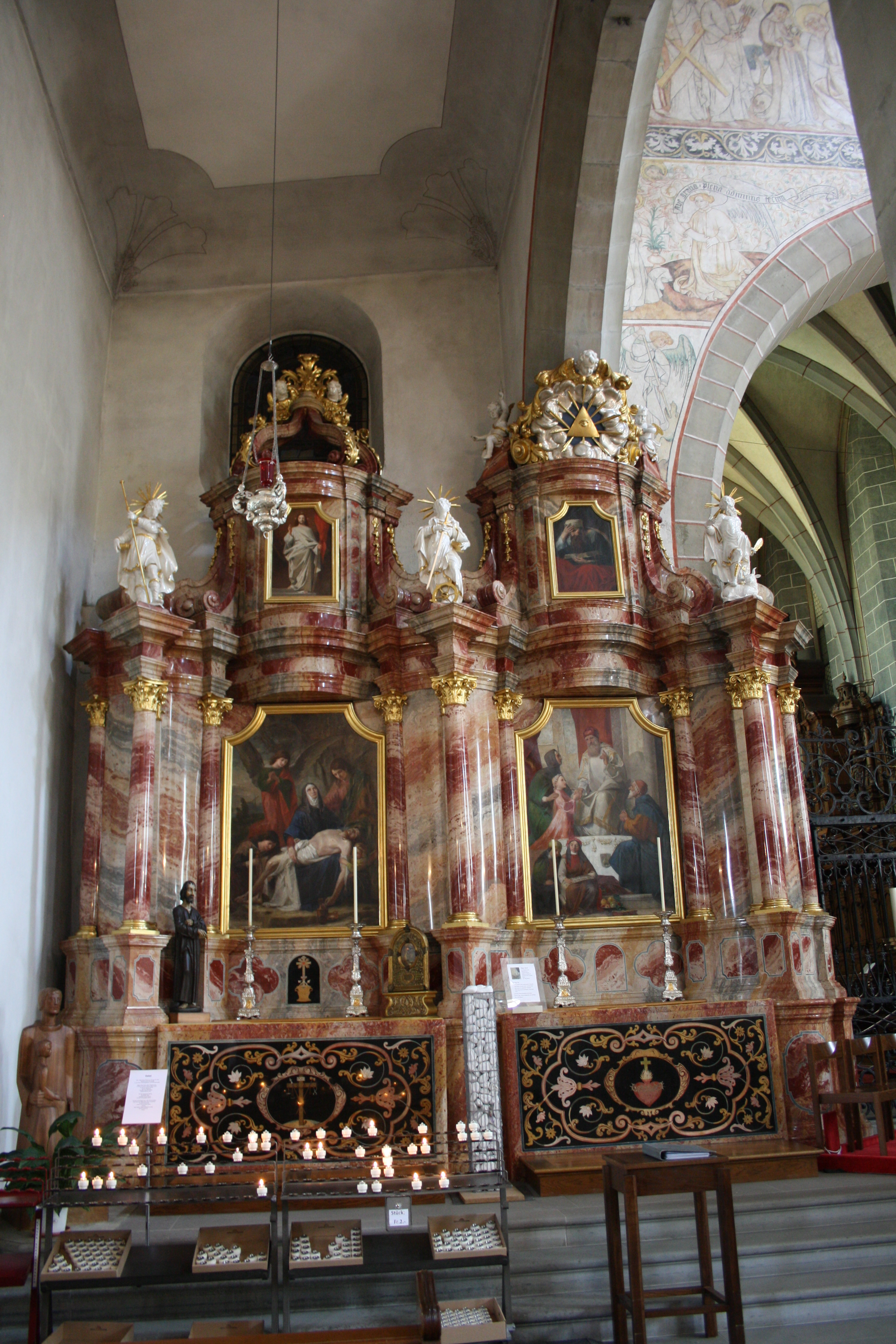
Левый боковой алтарь
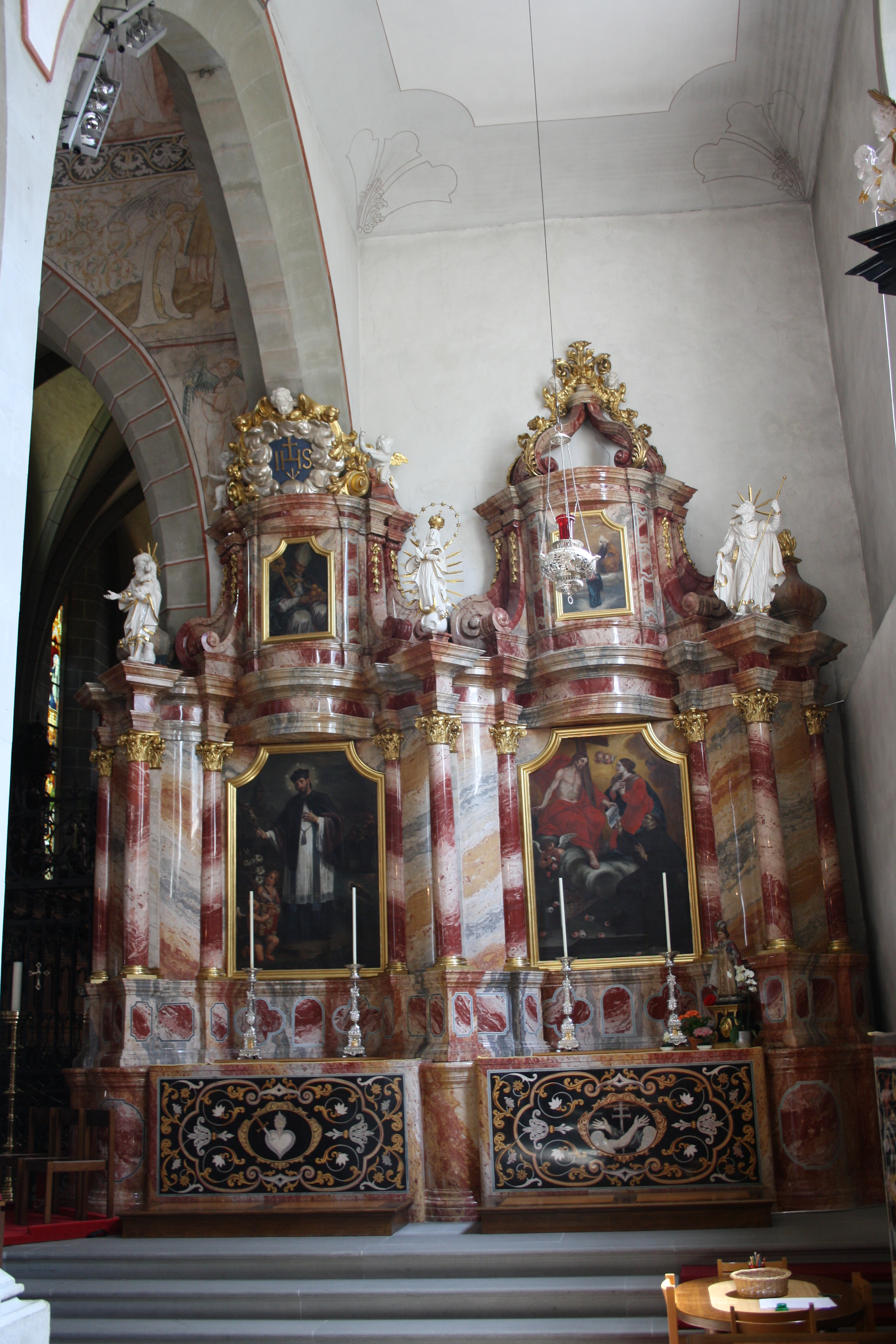
Правый боковой алтарь
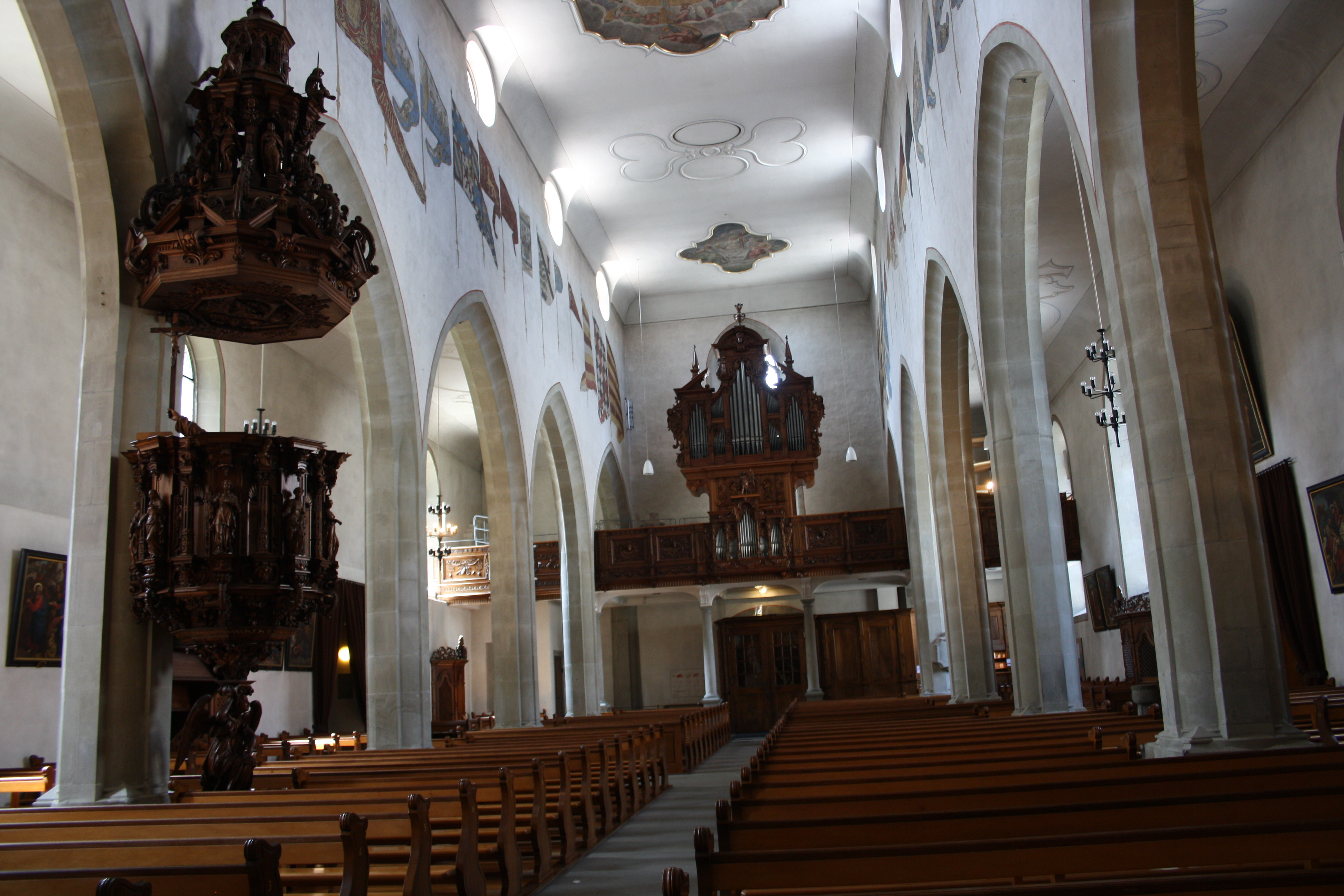
Интерьер церкви (вид с хора)
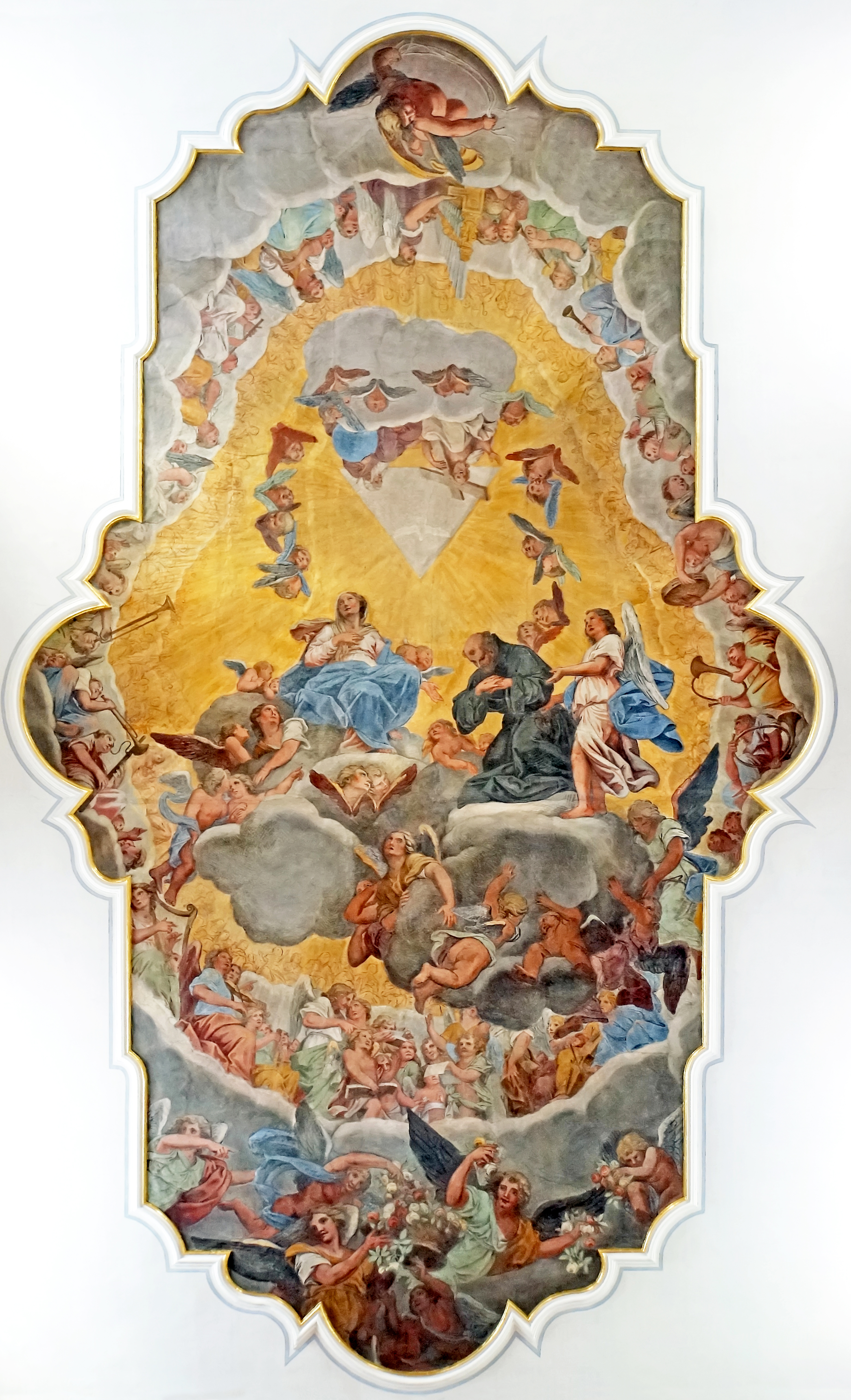
Центральная потолочная картина